# Голунов, Иван Валентинович
Ива́н Валенти́нович Голуно́в (род. 19 января 1983, Москва) — российский журналист-расследователь, автор Telegram-канала «Похоронный траст». Ранее публиковался в «Ведомостях», российском Forbes, РБК, интернет-издании «Медуза» и других СМИ.
Автор ряда резонансных расследований о коррупции в высших эшелонах власти России.
Получил широкую известность в июне 2019 года после ареста и ложного обвинения МВД в попытке сбыта наркотиков, которое многие СМИ и общественные деятели посчитали фальсификацией и местью за его журналистские расследования. Дело было прекращено через 5 дней, а журналист освобождён.

## Биография
Иван Голунов родился 19 января 1983 года в Москве, по национальности — вепс. Мать — Светлана Михайловна Голунова. Отец — Валентин Иванович Голунов. Брат — Владимир. В 1996 году окончил Московскую международную киношколу.
В детстве, как рассказал в интервью «Ведомостям» сам Голунов, он наблюдался у психиатра. В 2002 году его медицинская карточка была отправлена из ПНД в архив по причине неактуальности. В 2013 году Голунов получил паспорт моряка. Для оформления этого документа Голунов прошёл психиатрическую экспертизу, которая показала, что Иван здоров.
В журналистике с 14 лет. Начинал со статей в муниципальной газете ЮЗАО Москвы «За калужской заставой». С 1999 по 2001 год работал в «Новой газете», выступая с материалами преимущественно на тему политики и СМИ. Затем перешёл в Отдел потребительского рынка газеты «Газета», где проработал до октября 2003 года. Был корреспондентом в изданиях «Ведомости» (2003—2005, 2008—2009), Forbes (2005—2008), «Slon.ru» (2009—2014), РБК (2014—2016), а также — редактором специальных репортажей и шеф-редактором передач «Парфёнов» и «Собчак живьём» на телеканале «Дождь» (2012—2017), шеф-редактором рубрики «Бизнес-ланч с Ксенией Собчак» в журнале «Сноб». Периодически сотрудничал с журналом «Афиша», где в 2007 году написал путеводитель по Подмосковью. С ноября 2016 по сентябрь 2021 года — специальный корреспондент отдела расследований издания «Meduza».
В начале 2018 года Голунов начал расследование похоронного бизнеса в России, отправной точкой для которого стала драка на Хованском кладбище 14 мая 2016 года. 14 августа 2018 года в «Медузе» вышла первая часть расследования под названием «Гроб, кладбище, сотни миллиардов рублей. Как чиновники, силовики и бандиты делят похоронный рынок — и при чём тут Тесак». В феврале 2019 года Голунов начал вторую часть расследования по положению в Москве, черновик по ней он сдал редактору за час до своего задержания, доработанная статья была опубликована 1 июля 2019 года уже после его освобождения.
С июня 2021 по декабрь 2022 года — руководитель блока «Расследования» сети «Городские порталы» (издания MSK1.RU, Е1.RU, НГС и др.). С 2023 года ведёт Telegram-канал «Похоронный траст».

### «Дело Голунова»
6 июня 2019 года около 14:30 (во время прямого телеэфира встречи Владимира Путина с журналистами на полях XXIII Петербургского международного экономического форума) Ивана Голунова задержали в центре Москвы по подозрению в хранении и попытке сбыта наркотиков, а его квартиру на Вешняковской улице обыскали. По мнению правозащитников, журналистского сообщества и многих общественных деятелей, процедуру задержания и дальнейшие оперативные действия в отношении Голунова провели с грубыми нарушениями законодательства, а само «дело Голунова» — полностью сфабриковано, с целью воспрепятствования дальнейшей профессиональной деятельности журналиста.
8 июня главными новостными, аналитическими и общественно-политическими программами российских телеканалов была распространена информация о причастности Голунова к незаконному обороту наркотических средств.
Журналисты некоторых либеральных изданий, среди которых «Дождь», «Новая газета», «Эхо Москвы», «Сноб», The Bell, RTVi и «Медиазона», направили запросы в Следственный комитет, Генеральную прокуратуру, МВД и ГУ МВД по Москве с требованием провести служебные проверки из-за задержания Голунова.
Генпрокуратура заинтересовалась всеми понятыми и закупщиками, которые участвовали в мероприятиях по делам о наркотиках с полицейскими из ЗАО.
Во вторник 11 июня глава МВД Владимир Колокольцев объявил, что уголовное дело Голунова прекращено «в связи с недоказанностью вины», а сам Голунов будет освобождён из-под домашнего ареста.
Агентство ТАСС со ссылкой на министра внутренних дел Владимира Колокольцева сообщает, что полицейские, которые задерживали Голунова, отстранены от работы на время проверки. Начальник УВД по ЗАО ГУ МВД России по г. Москве генерал-майор полиции Андрей Пучков и начальник Управления по контролю за оборотом наркотиков ГУ МВД России по г. Москве генерал-майор полиции Юрий Девяткин будут отстранены от службы в МВД России.
В Москве 12 июня прошёл несогласованный марш против фабрикации уголовных дел, изначально анонсированный как марш за свободу Ивана Голунова. Сам Иван Голунов в нём участия принимать не стал.
13 июня 2019 года президент России Владимир Путин своим указом уволил главу управления по контролю за оборотом наркотиков московского ГУ МВД Юрия Девяткина и начальника УВД по ЗАО Москвы Андрея Пучкова. СК России также проводит проверку в отношении правоохранителей, которые разрабатывали и задерживали Голунова. Их временно отстранили от должностей.
На период расследования уголовного дела о превышении должностных полномочий в отношении полицейских, проводивших задержание журналиста, Голунов был взят под государственную защиту сотрудниками ФСБ России.
В марте 2020 года по требованию Следственного комитета РФ Голунова направили на психолого-психиатрическую экспертизу. Следствие намерено проверить его на психические расстройства, адекватность восприятия, зависимость от психоактивных веществ.

## Гражданская активность
Голунов неоднократно подавал жалобы на проблемы городской инфраструктуры, отправляя их на портал мэра Москвы «Наш город». В 2017 году он заметил, что на площади возле аэропорта Внуково перестал работать фонарь. Голунов сообщил о возникшей проблеме на портал. Спустя 21 день ему ответили и пообещали провести ремонтные работы. Он начал ждать — и прождал ещё 768 дней. В итоге фонарь просто демонтировали. Тем не менее, по состоянию на январь 2019 года, журналист считал сервис «Наш город» «эффективным инструментом» в случае, если нужно убрать гололёд с тротуара или вкрутить лампочку в подъезде.
Задержание Голунова в июне 2019 года у Цветного бульвара, положившее начало резонансному «делу Голунова», произошло после того, как журналист сфотографировал яму и помятый дорожный знак для отправки жалоб через портал «Наш город».
14 июля 2020 года принял участие в онлайн-митинге на YouTube канале «Новой газеты» в поддержку Ивана Сафронова.

## Расследования Ивана Голунова
Публикации Ивана Голунова в хронологическом порядке:
- Всё как у людей // 24 мая 2004 года, Афиша Daily.
- Gay Day. Где гею на Руси жить хорошо. Иван Голунов посчитал ЛГБТ-клубы и сайты в 50 русских городах // 19 сентября 2012 года, Colta.
- Люди гибнут за кинзу // 18 февраля 2013 года, Большой город.
- Казус Сугробова: как устроена борьба с коррупцией в России // Светлана Рейтер, Иван Голунов; 1 сентября 2014 года, РБК.
- Расследование РБК: Что делает в России украинский олигарх Курченко // Иван Голунов, Светлана Рейтер; 23 сентября 2014 года, РБК.
- Расследование РБК: что случилось со «Сколково» // Светлана Рейтер, Иван Голунов, при участии Андрея Бабицкого, Романа Баданина, Максима Гликина, Тимофея Дзядко, Яны Милюковой и Елизаветы Осетинской; 23 марта 2015 года, РБК[26][27][28][29].
- Расследование РБК: на чьи деньги живёт Донбасс // Иван Голунов, Александр Артемьев, при участии Максима Гликина, Людмилы Подобедовой, Петра Нетребы, Романа Баданина; 15 июня 2015 года, РБК[30].
- Расследование РБК: зачем Мединскому Военно-историческое общество // РБК, 13 июля 2015[31].
- Расследование РБК: кто зарабатывает на реконструкции Москвы // Иван Голунов, Анастасия Напалкова, при участии Александры Галактионовой; 19 октября 2015 года, РБК.
- Расследование РБК: кто зарабатывает на строительстве московского метро // Александра Галактионова, Светлана Рейтер, Иван Голунов, при участии Алексея Пастушина, Ольги Лукиной, Олеси Волковой; 26 октября 2015 года, РБК.
- Расследование РБК: на что живёт церковь // Светлана Рейтер, Анастасия Напалкова, Иван Голунов, при участии Татьяны Алёшкиной, Юлии Титовой, Светланы Бочаровой, Георгия Макаренко, Ирины Малковой; 24 февраля 2016 года, РБК[32].
- Встреча с инвестором: за что был арестован губернатор Никита Белых // Илья Рождественский, Елизавета Антонова, Иван Голунов, Марина Стародубцева, при участии Светланы Рейтер, 25 июня 2016 года, РБК.
- Расследование РБК: кто обосновался около резиденции президента на Валдае // Иван Голунов, Елена Мязина, Роман Баданин, при участии Ильи Рождественского, Елизаветы Антоновой, Полины Химшиашвили, Марии Жолобовой, Анастасии Напалковой, Анастасии Якоревой, Анфисы Ворониной; 13 июля 2016 года, РБК.
- Что случилось с «Пересветом». Как пчёлы и рисовая шелуха обанкротили банк РПЦ, хранивший миллиарды госкомпаний. Расследование Ивана Голунова // 25 октября 2016 года, «Медуза».
- Одна абсолютно счастливая деревня. Как близкие Вячеслава Володина благоустраивают села, зарабатывают на майонезе и становятся святыми. Расследование Ивана Голунова // 17 апреля 2017 года, «Медуза».
- 270 миллионов рублей за гектар Как изменится Москва летом 2017 года и кто на этом заработает. Расследование Ивана Голунова // Медуза, 24 мая 2017[33][34].
- Кто придумал реновацию. Московские власти планировали массовую программу сноса три года, а потом решили сделать её политическим проектом. Расследование Ивана Голунова // 15 августа 2017 года, «Медуза».
- Москва собиралась заплатить 2,2 миллиарда рублей за разработку концепции благоустройства. Тендер отменили из-за корреспондента «Медузы» // 6 октября 2017 года, «Медуза».
- Гроб, кладбище, сотни миллиардов рублей. Как чиновники, силовики и бандиты делят похоронный рынок — и при чём тут Тесак. Расследование Ивана Голунова // 14 августа 2018 года, «Медуза».
- Москве надо избавиться от шести миллионов тонн мусора. В какие регионы его будут свозить и кто этим займётся Расследование Ивана Голунова // 1 ноября 2018 года, «Медуза».
- «Сдал тест на ВИЧ, и у тебя все будет хорошо». Почему выходцы с Муз-ТВ получают от Минздрава сотни миллионов рублей на социальную рекламу. Расследование Ивана Голунова // 21 ноября 2018 года, «Медуза».
- Пентхаус размером с два «Елисеевских». Как семья вице-мэра Москвы Петра Бирюкова заработала миллиарды и купила на них особняки и квартиры. Расследование Ивана Голунова // 28 декабря 2018 года, «Медуза».
- Ощущение грубо раскрашенной дешёвой подделки. Реставрация фонтана «Каменный цветок» на ВДНХ стоила больше миллиарда рублей. «Медуза» выяснила, кто ей занимался // 25 апреля 2019 года, «Медуза» (в соавторстве с Павлом Мерзликиным).
- Выселяторы. За пять лет «чёрные кредиторы» отобрали больше 500 квартир у должников в Москве и окрестностях. Иван Голунов рассказывает, как устроен этот бизнес // 17 мая 2019 года, «Медуза».
- Кто владеет московскими кладбищами. Как столичный ритуальный рынок заняли ставропольские бизнесмены — и при чём тут ФСБ // 1 июля 2019 года, «Медуза».[35][36]
- Добрые технологии правозащиты. «Медуза» изучила состав московской ОНК, откуда выгнали Марину Литвинович, — и обнаружила там компанию друзей, связанных с охранным бизнесом // 7 апреля 2021 года, «Медуза».
- За каждым рублём стоит человек в погонах. Много арестов, мало лекарств — и другие итоги «Фармы-2020», программы по переносу западных технологий в Россию. Расследование «Медузы» // 7 июня 2021 года, «Медуза».
- Ты мой краш: как и почему падают лифты в России. Расследование Ивана Голунова // 4 октября 2021 года, «Беспощадный пиарщик».
- Накатанная схема: как «разводы» в автосалонах встали на поток по всей России и превратились в империю обмана // 20 октября 2021 года, «Москва Онлайн».
- Архитектор «дворца Путина» и внучка Кобзона. В новом расследовании MSK1.RU рассказываем о владельцах «Москва-Сити» // 25 июля 2022 года, «Москва Онлайн».
- Любовь с топ-менеджером и песни с Путиным: откуда взялся патриотический певец SHAMAN и кто помог ему попасть на кремлёвскую сцену // 6 октября 2022 года, «Москва Онлайн».
- «Посчитайте, кто кому платил»: на чем зарабатывала Лайма Вайкуле, заявившая, что содержала весь Советский Союз // 7 декабря 2022 года, «Москва Онлайн».

## Награды
В 2019 году получил премию «Профессия — журналист» фонда «Открытая Россия» в номинации «Расследование» за публикацию «Кто владеет московскими кладбищами. Как столичный ритуальный рынок заняли ставропольские бизнесмены — и при чем тут ФСБ» («Медуза»).
Трёхкратный лауреат ежемесячной премии «Редколлегия»:
- за октябрь 2017 года (совместно с Александром Борзенко, Александром Горбачёвым и Даниилом Туровским) за статью «„Христианского государства“ не существует. Но за ним, возможно, стоит ФСБ»[38],
- за август 2018 года за статью «Гроб, кладбище, сотни миллиардов рублей. Как чиновники, силовики и бандиты делят похоронный рынок — и при чем тут Тесак»[17],
- за февраль 2021 года (совместно с Алесей Мароховской) за статью «„Я свидетель!“ Кто помогает полицейским фальсифицировать уголовные дела за наркотики»[39].